# Романенко Олександр Хомич
Романенко Олександр Хомич (1 серпня 1901 — 7 липня 1974) — Герой Радянського Союзу, учасник Проскурівсько-Чернівецької наступальної операції під час Другої світової війни. Корпусний інженер 6-го гвардійського механізованого корпусу. Полковник. Кавалер ордену Червоної зірки.

## Біографія
| Текст вилучений зі статті через підозру в порушенні авторських прав |
| --- |
| Текст, що раніше перебував на цій сторінці, запідозрено в порушенні авторських прав на текст із таких джерел: https://cbs.km.ua/?dep=1&dep_up=126&dep_cur=295 https://warheroes.ru/hero/hero.asp?Hero_id=23156 Дата, коли було знайдено порушення: 6 листопада 2021. Тому, хто повісив цей шаблон: На сторінку обговорення користувача, який розмістив цю статтю, варто додати повідомлення {{subst:nothanks cv\|Романенко Олександр Хомич\|url=https://cbs.km.ua/?dep=1&dep_up=126&dep_cur=295 https://warheroes.ru/hero/hero.asp?Hero_id=23156. |
| До уваги користувача, який розмістив цю статтю Не редагуйте статтю зараз, навіть якщо ви збираєтеся її переписати. Дотримуйтесь вказівок нижче. - Якщо власник авторських прав на зазначений вище матеріал дозволяє використовувати його на умовах GNU FDL без незмінюваних секцій та Creative Commons із зазначенням автора / розповсюдження на тих самих умовах, будь ласка, сповістіть про це на сторінці обговорення цієї статті. - Якщо правовласником є ви, додайте на зазначеному вище ресурсі примітку: «Матеріали дозволено використовувати на умовах GNU FDL без незмінюваних секцій та Creative Commons із зазначенням автора / розповсюдження на тих самих умовах». - Якщо дозволу на використання цього матеріалу немає, будь ласка, зробіть одне з двох: 1. Напишіть хоча б гарний накид статті на цій підсторінці. Зверніть увагу: не треба копіювати текст, що порушує авторські права, на зазначену підсторінку й редагувати його. Якщо ви взялися за написання нової статті, не забудьте сповістити про це на сторінці обговорення. 2. Залиште все як є, і тоді статтю буде вилучено. У випадку, якщо новий текст написано не буде, цю статтю буде вилучено через тиждень після появи цього попередження (детальніше див. документацію шаблону). Вихідний текст цієї статті з можливим порушенням копірайту можна знайти в історії змін. Зверніть увагу, що розміщення у Вікіпедії матеріалів, автор яких не надав явного дозволу на їхнє використання відповідно до ліцензії GNU FDL без незмінюваних секцій та Creative Commons із зазначенням автора / розповсюдження на тих самих умовах, може бути порушенням законів про авторське право. Користувачів, які додають до Вікіпедії такі матеріали, може бути тимчасово позбавлено права редагувати статті. Попри все, ми завжди раді вашим оригінальним статтям. Дякуємо. Цю сторінку внесено до категорії Вікіпедія:Можливе порушення авторських прав. |

Романенко Олександр Хомич народився 1 серпня 1901 року в с. Гармашівка Кантемирівського району Воронезької області у звичайній селянській родині.
У 1918 році у 17-річному віці добровільно йде у Червону армію та бере участь у Громадянській війні. З 1924 року стає членом КПРС. У 1929 році закінчив Московську військово-інженерну школу.
У 1942 році військовий інженер Олександр Романенко потрапив на фронт у 1942 році у складі 49-ї механізованої бригади.
Влітку 1943 року бригада у складі Шостого гвардійського механізованого корпусу вливається у Брянський фронт. Олександр Романенко особисто керував будівництвом 36 мостів і переправ для техніки, обладнано 17 спостережних і 19 командних пунктів для командира.
Бригада Олександра Романенка особливо відзначилась при визволенні Кам'янця-Подільського, коли змушена була вести тиждень бої в оточенні.
19 липня 1944 року майор Романенко був важко поранений і добу перебував на передовій, коли потрапив до шпиталю. Після повернення зі шпиталю уже підполковником, він організовує роботу інженерних частин Шостого гвардійського механізованого корпусу.

За героїзм, проявлений у боях за Берлін, удостоєний звання Героя Радянського Союзу (27.06.1945 р.) Було поставлено завдання — оточити місто Берлін спільно із частинами 1-го Білоруського фронту. Гвардії підполковник Романенко вміло організував роботу інженерних частин корпусу з будівництва переправ, мостів, розмінування шляхів. Незважаючи на запеклий вогонь противника, завдяки грамотному керівництву і особистому прикладу мужності та відваги, поставлене завдання було виконане і 24 квітня 6-ий гвардійський механізований корпус з'єднався з військами 1-го Білоруського фронту, тим самим завершивши оточення міста Берлін.
В боях по оточенню міста Берлін Командувачем армією було поставлено завдання корпусу обхідним маневром з південного заходу, з напряму Бранденбург — Потсдам оточити місто Берлін у взаємодії з частинами 1-го Білоруського фронту.
Виконання завдання ускладнювали велика кількість водних перешкод в напрямку дії корпусу. Противник наполегливо оборонявся, використовуючи кожен рубіж, підривав всі мости та переправи, мав заздалегідь підготовлені барикади, завали і мінування в населених пунктах, на дорогах і в дефіле.
Корпусний інженер гвардії підполковник Романенко Олександр Хомич правильно оцінив складну обстановку бою і з усіма інженерними силами та засобами корпусу вийшов в бойові порядки передових загонів і особисто керував будівництвом переправ, мостів, розмінуванням і розгородженням шляхів корпусу.
Продумане керівництво в поєднанні з особистою відвагою і героїзмом, виявленим т. Романенком під час керівництва на відповідальних ділянках напрямку під вогнем супротивника забезпечило злагоджену роботу саперів і стрімкість руху корпусу. Корпус 24 квітня 1945 року на північному заході від Потсдаму об'єднався з військами 1-го Білоруського фронту, тим самим завершивши оточення міста Берлін.
Т. Романенко завжди знаходиться в бойовому порядку передових наступальних частин і в бою є завжди прикладом організованості, мужності, відваги і героїзму. 11.02.1945 року в районі Нідер-Гроппа т. Романенко із загоном саперів і двома танками стрімко увірвався в тил супротивника і захопив міст через річку Бобер і, незважаючи на шалені атаки противника, утримав його.
18.04.1945 року під шквальним вогнем ворога здійснив розвідку ріки Шпреє, відшукав перехід для танків і забезпечив переправу частини корпусу.
За виявлену організованість, особисту мужність й наполегливість у виконанні поставлених завдань, гвардії підполковник Романенко заслуговує присвоєння звання «Герой Радянського Союзу».
Командир 6-го гвардійського механізованого Львівського червонопрапорного корпусу гвардії полковник Корецький.

- З нагородного листа до звання Героя Радянського Союзу (28 квітня 1945 року)
Після закінчення війни жив та служив у Проскурові (нині Хмельницький). З 1953 року — полковник А. Ф. Романенко — у запасі.
Звання «Почесного громадянина міста Хмельницького» присвоєно рішенням першої сесії Хмельницької міської Ради депутатів трудящих від 21 березня 1969 року.
Помер у 1974 р.

## Нагороди
- Медаль «Золота Зірка»;
- два ордена Леніна;
- три ордени Червоного Прапора;
- орден Червоної Зірки;
- медаль «В ознаменування 100-річчя з дня народження Володимира Ілліча Леніна»;
- медаль «За перемогу над Німеччиною у Великій Вітчизняній війні 1941—1945 рр.» (9 травня 1945);
- ювілейна медаль «Двадцять років перемоги у Великій Вітчизняній війні 1941—1945 рр.» (7 травня 1965);
- ювілейна медаль «40 років Збройних Сил СРСР» ;
- ювілейна медаль «50 років Збройних Сил СРСР» (26 грудня 1967).

## Пам'ять
На Алеї Героїв Кантемирівського району встановлено бюст Героя (2005).